# ماریوال، ساسکاچوان
ماریوال، ساسکاچوان (انگلیسی: Marieval, Saskatchewan) این دهکده محل  مدرسه شبانه‌روزی سرخپوستان ماریوال بود که بخشی از سیستم مدارس شبانه‌روزی بومیان کانادا را تشکیل می‌داد. در ژوئن ۲۰۲۱، گورهای بدون نشانه حاوی بقایای ۷۵۱ کودک در این مدرسه پیدا شدند که تاکنون در کانادا بیشترین گورها پیدا شده در اینگونه مدارس است.